# Алексєєв Йосип Кузьмич
Йосип Кузьмич Алексєєв (1882, Умань — 1955, Курган) — машиніст паровоза депо станції Курган, Герой Праці (1931).

## Біографія
Йосип Алексєєв народився у місті Умані Уманського повіту Київської губернії у 1882 році.
Його дитячі роки і все подальше життя були пов'язані з містом Курган. Тут він закінчив Богородице-Різдвяне початкове училище і розпочав трудову діяльність. Спочатку був підсобним робітником, а з 1908 року — помічником машиніста паровозного депо станції Курган.
В роки Громадянської війни Алексєєв був в активі опору проти білочехів та колчаківців. У період колчаківщини він перебував у Кургані, підтримуючи зв'язок з підпільної більшовицької організацією.
Після звільнення Кургану від білогвардійців Йосип Кузьмич брав участь у відновленні залізничного транспорту. У 1921 році він був переведений на посаду машиніста паровоза. У 1921—1922 роках, коли паровозні бригади відмовлялися працювати через голод, він був ініціатором ремонту паровозів, в результаті чого значно зросло просування поїздів з хлібом. В ці ж роки він брав активну участь у боротьбі з хуліганством та бандитизмом, за що нагороджений Грамотою почесного міліціонера.
Йосип Кузьмич вів активну громадську роботу. Обирався делегатом XII (7-16 травня 1925) і XIII (10-16 квітня 1927) Всеросійських з'їздів Рад та III (травень 1925) і IV (квітень 1927) Всесоюзних з'їздів Рад.
З 1931 року член ВКП(б), c 1952 року — КПРС.
У 1933 році тяжко захворів і пішов на пенсію як інвалід праці, але ще довгі роки був активним громадським діячем. У 1939 році його обрали головою каси взаємодопомоги при Курганському районному відділі соціального забезпечення. Більше двадцяти років Алексєєв був беззмінним депутатом Курганського міської Ради.
Йосип Кузьмич Алексєєв помер у 1955 році.

## Нагороди
- 30 червня 1931 року за видатні заслуги в соціалістичному будівництві, в справі відбудови народного господарства країни Президія ВЦВК прийняла Постанову про присвоєння Йосипу Кузьмичу Алексєєву звання Героя Праці.
- Грамота почесного міліціонера.

## Пам'ять
- Іменем Алексєєва названа одна з вулиць Заозерного житлового масиву міста Кургану.